# Huehuetenango (tỉnh)
Huehuetenango là 1 trong 22 tỉnh của Guatemala. Tỉnh này nằm ở cao nguyên phía tây và giáp với bang Chiapas của México về phía bắc và tây, giáp El Quiché về phía đông, giáp Totonicapán, Quetzaltenango, và San Marcos về phía nam. Tỉnh lỵ là thành phố Huehuetenango.
Cơ cấu dân tộc của tỉnh Huehuetenango đa dạng nhất trong các tỉnh ở Guatemala. người Mam là dân tộc chủ yếu sinh sống ở tỉnh này, ngoài ra còn có các dân tộc Maya như Q'anjob'al, Chuj, Jakaltek, Tektik, Awakatek, và Akatek.

## Các đô thị
1. Aguacatán
2. Chiantla
3. Colotenango
4. Concepción Huista
5. Cuilco
6. Huehuetenango
7. Jacaltenango
8. La Democracia
9. La Libertad
10. Malacatancito
11. Nentón
12. San Antonio Huista
13. San Gaspar Ixchil
14. San Ildefonso Ixtahuacán
15. San Juan Atitán
16. San Juan Ixcoy
17. San Mateo Ixtatán
18. San Miguel Acatán
19. San Pedro Necta
20. Soloma
21. San Rafael La Independencia
22. San Rafael Petzal
23. San Sebastián Coatán
24. San Sebastián Huehuetenango
25. Santa Ana Huista
26. Santa Bárbara
27. Santa Cruz Barillas
28. Santa Eulalia
29. Santiago Chimaltenango
30. Tectitán
31. Todos Santos Cuchumatán
32. Union Cantinil